# Franz Andreas von Borcke

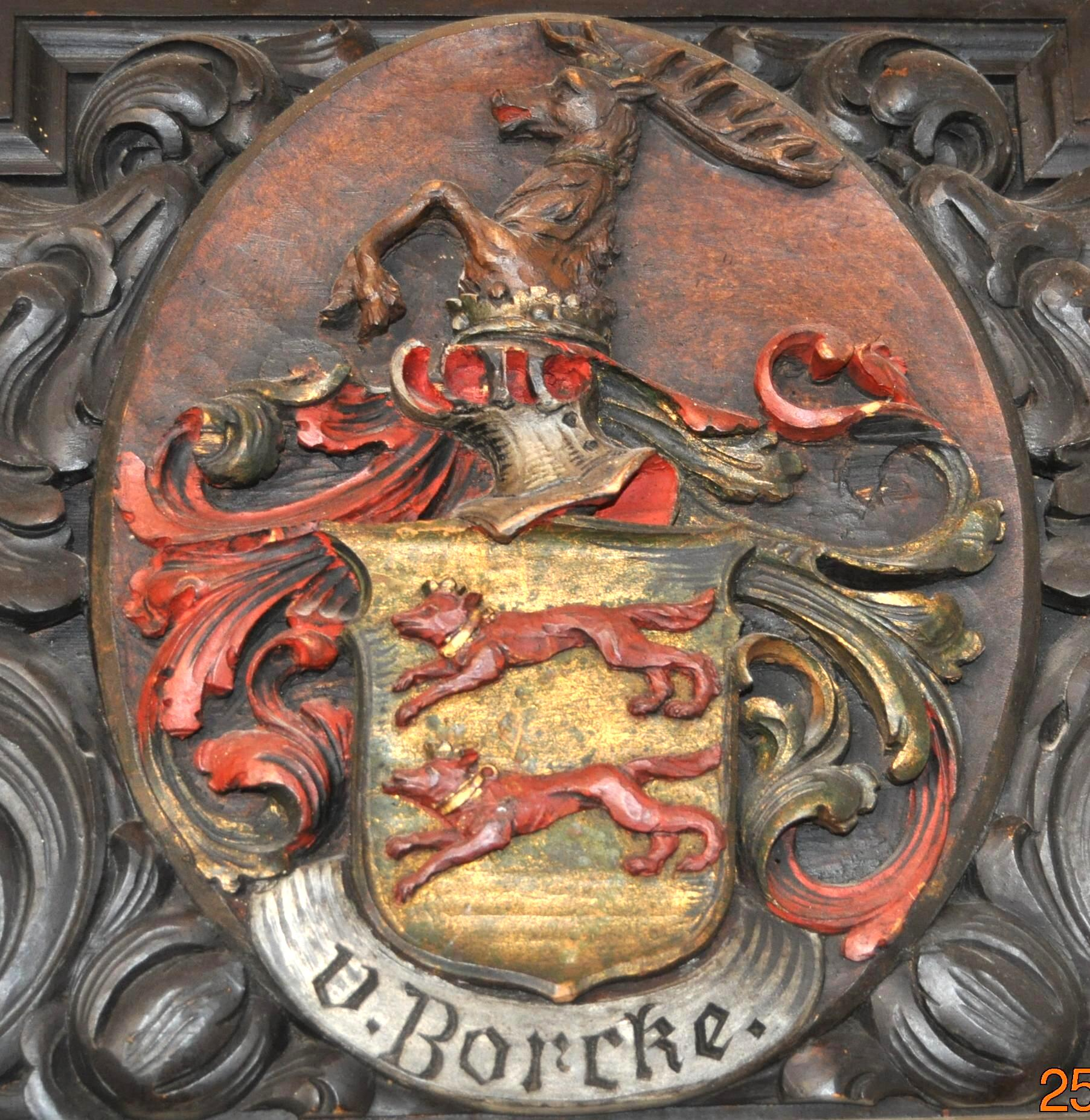
Herb rodowy

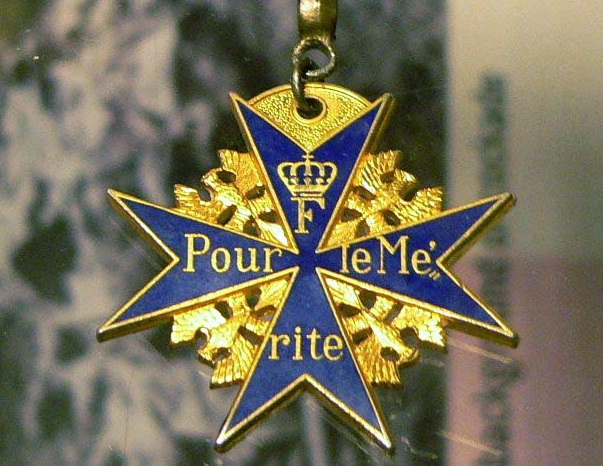
Pour le Mérite

Franz Andreas von Borcke (ur. w 1693 w Łobzie, zm. 24 maja 1766 w Magdeburgu) – pruski generał-porucznik, szef Pułku Piechoty nr 20, dowódca twierdzy Magdeburg, Kawaler Orderu Pour le Mérite. 

## Życiorys
Wywodził się z pomorskiego rodu szlacheckiego von Borcke. Jego rodzice to Franz Heinrich von Borcke i Abigail Elizabeth von Borcke z domu Doberitz. Żoną generała była Sophia  Elisabeth von Mardefeld (ur. 04 października 1704, zm. 04 stycznia 1728 w Wesel) z domu von Mardefeld. Miał dwie córki: Annette Auguste i Sophie Elizabeth. Walczył w wojnach między Prusami i Austrią o dominację na Śląsku: pierwszej (1740 r.) i drugiej (1744-1745 r.).